# Otto Hermann von Vietinghoff

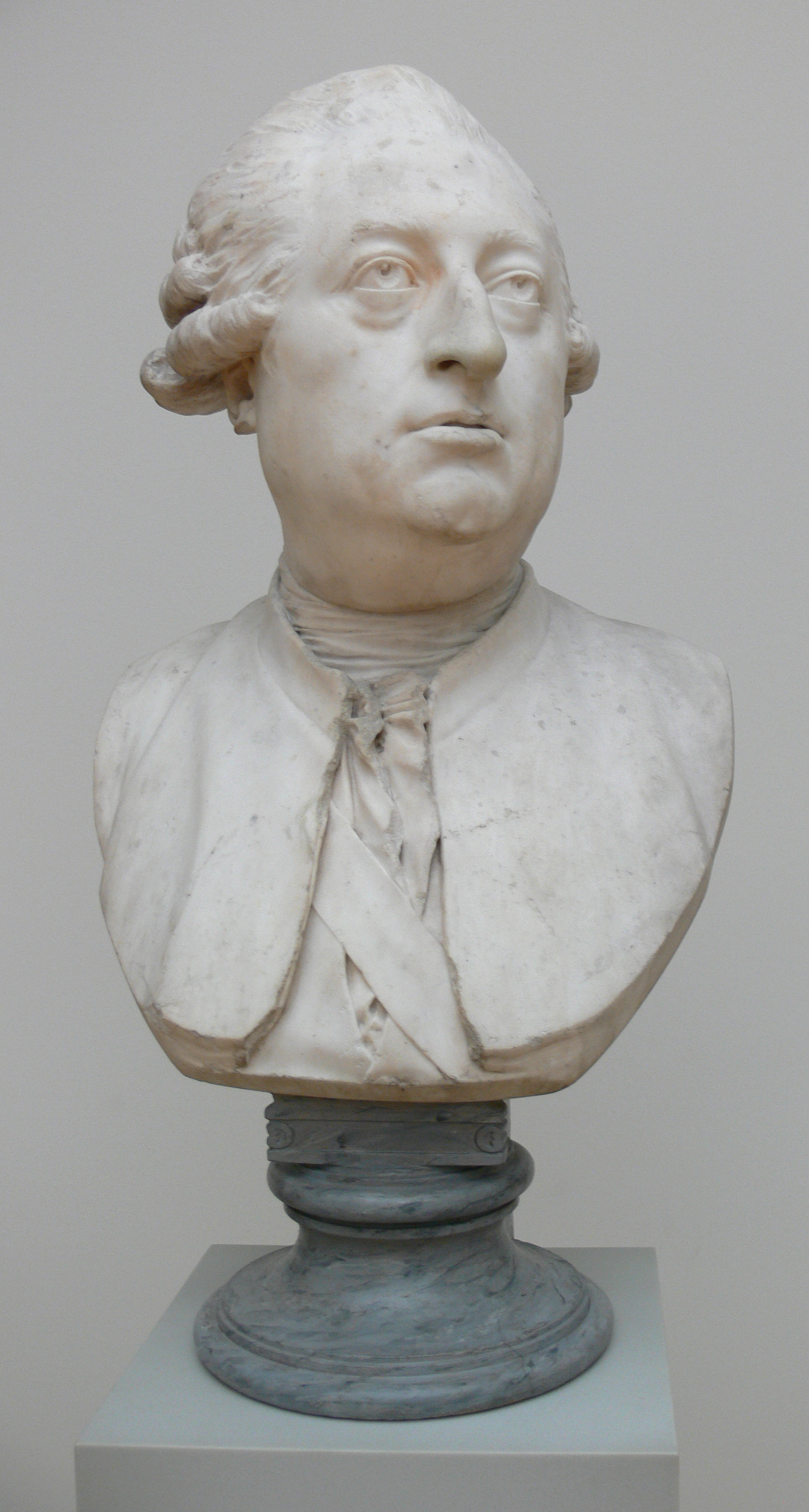
Jean-Antoine Houdon: Porträtbüste Otto Hermann von Vietinghoff, 1791 (Skulpturensammlung, Berlin)

Otto Hermann von Vietinghoff genannt Scheel (* 3. Dezemberjul. / 14. Dezember 1722greg. in Riga, Livland; † 24. Junijul. / 5. Juli 1792greg. in Sankt Petersburg) war unter Katharina II. von Russland Generaldirektor des allrussischen Medizinalkollegiums, was heute dem Amt eines Gesundheitsministers entspricht.

## Leben
Er begann seine Karriere als Offizier in der russischen Armee. Unter dem Befehl von Feldmarschall Graf Lacy nahm er an einem Kriegszug gegen die Türken teil. In der Regierungszeit von Kaiserin Elisabeth beteiligte er sich an Kampagnen gegen Schweden und Preußen. Anschließend war er in Riga livländischer Regierungsrat und auf vielen Gebieten mit großem Einfluss politisch aktiv. Als Direktor des russischen medizinischen Kollegiums hatte er quasi die Position eines Gesundheitsministers inne. Daneben betätigte er sich als sehr erfolgreicher und enorm wohlhabender Unternehmer. Auf Grund seiner Machtstellung, Erfolge, Besitztümer, Großzügigkeit und seines Auftretens wurde er (inoffiziell) als „Halbkönig von Livland“ bezeichnet.
Neben seinem Sitz Marienburg (heute Alūksne) in Livland gehörten ihm mehrere Fabriken (Brennereien, Gerbereien, Webereien) und 30 Rittergüter. Als Kunstmäzen stiftete er aus eigener Tasche ein Theater in Riga (heute Wagnertheater in Riga), das zu den besten deutschsprachigen Bühnen gehörte, und unterhielt ein Orchester.
Er war bekennender Freimaurer und als überzeugter Rationalist den Ideen der (französischen) Aufklärung zugewandt. Otto Hermann von Vietinghoff stand im brieflichen, aber auch persönlichem Kontakt zu Georges-Louis Leclerc de Buffon, Denis Diderot, D’Alembert und Melchior Grimm.

## Büste
Einer der bedeutendsten Porträtbildhauer seiner Zeit, Jean-Antoine Houdon, fertigte 1791 eine Marmorbüste von ihm, die 1918 in einer Berliner Ausstellung zu sehen war, später verkauft und 1925 für das Kaiser-Friedrich-Museum erworben wurde, im Zweiten Weltkrieg ausgelagert war, 1945 in die Sowjetunion abtransportiert und 1958 an Ost-Berlin zurückgegeben wurde. Seit der Wiedereröffnung des Bode-Museums 2006 ist sie dem Publikum zusammen mit einer anderen Büste desselben Bildhauers im Raum 258 der oberen Etage wieder zugänglich.

## Familie
Otto Hermann v. Vietinghoff gen. Scheel war evangelisch-lutherisch, verheiratet mit Anna Ulrike Gräfin von Münnich (1741–1811) und hatte sieben Kinder, darunter
- Otto Ernst (1758–1780), Gardeleutnant, im Duell in St. Petersburg erstochen.
- Dorothea Friederike Helena (1761–1839), lernte als Taubstumme im Institut des berühmten Samuel Heinicke in Eppendorf bei Hamburg lesen, schreiben und auch etwas sprechen. Kehrte 1777 wieder nach Livland zurück und starb unverheiratet in Hamburg.
- (Beate, Barbara) Juliane (1764–1824), heiratete am 29. September 1782 Burckhard Alexius Constantin von Krüdener, kaiserlich russischer Gesandter. Sie schrieb Romane und gestaltete den Wiener Kongress mit.
- Burchard Christoph (1767–1829), kaiserlicher russischer Kammerherr und Geheimer Rat, Herr auf Marienburg und weiteren Gütern.[1]
- Anna Margarete (1769–1803), später auch Annette Margarethe, heiratete den Reichsgrafen Johann Georg von Browne (1767–1827), der russischer Obrist und Sohn des Generalgouverneurs von Estland und Livland Georg Reichsgraf von Browne (1698–1792) war. In diplomatischer Mission in Wien tätig, galt ihr Mann als Freund und Gönner Ludwig van Beethovens, der ihr einige seiner Klaviersonaten und Variationen widmete.